# Marie Antoinette (film din 1938)
Marie Antoinette este un film american istoric dramatic regizat de W. S. Van Dyke după un scenariu bazat pe o biografie din 1932 a reginei franceze Marie Antoinette a scriitorului austriac Stefan Zweig. În rolurile principale au interpretat actorii Norma Shearer (în rolul titular), Tyrone Power și John Barrymore.
A fost produs de studiourile Metro-Goldwyn-Mayer și a avut premiera la 8 iulie 1938, fiind distribuit de Loews Cineplex Entertainment[*]. Coloana sonoră a fost compusă de Herbert Stothart[*]. Cheltuielile de producție s-au ridicat la 2,9 milioane de dolari americani.

## Rezumat
1769, Austria. Viena. Împărăteasa Austriei Maria Tereza o anunță pe fiica ei Marie Antoinette că tocmai a semnat un contract de căsătorie cu curtea regală franceză. Marie Antoinette se bucură în de faptul că va deveni regină a Franței.
16 mai 1770, Franța. Marie Antoinette, în vârstă de 15 ani, prin voința mamei sale, împărăteasa Austriei, se căsătorește cu moștenitorul tronului Franței, Ludovic Augustus. Persoana acestuia nu o atrage pe prințesă și îi provoacă doar iritații. În plus, Marie Antoinette este enervată de bunicul răuvoitor, pervertit și bolnav al soțului ei - regele domnitor Ludovic al XV-lea, precum și favorita sa, intriganta Madame Dubarry, care se simte amenințată de viitoarea regină.
La sfatul ducelui de Orléans, Marie găsește distracție în viața socială și intră într-o aventură cu contele Axel von Fersen. Se ajunge la un scandal când Marie o insultă public pe amanta regelui. Vor să ducă înapoi fata părinților ei, dar soarta intervine în această chestiune: Ludovic al XV-lea moare brusc, iar Marie Antoinette devine Regina Franței. Cheltuielile publice sub noua conducere devin enorme și provoacă indignare în rândul oamenilor. Prin urmare, din prima zi a revoluției burgheze franceze, regina devine o dușmană a regimului democratic constituțional.
La 5 octombrie 1792, mulțimea pariziană furioasă a pătruns în Versailles. A doua zi, familia regală este arestată, iar în ianuarie 1793, Ludovic al XVI-lea este condamnat la moarte. Zece luni mai târziu, la 16 octombrie, Marie Antoinette a fost și ea executată.

## Distribuție
Au interpretat actorii:
- Norma Shearer - Marie Antoinette
- Tyrone Power - Contele Axel von Fersen
- John Barrymore - regele Ludovic XV
- Robert Morley - regele Ludovic XVI
- Anita Louise - Prințesa Marie Louise de Savoia
- Joseph Schildkraut - Philippe Égalité, duce de Orléans
- Gladys George - Madame du Barry
- Henry Stephenson - Contele Mercey
- Cora Witherspoon - Contesa De Noailles
- Barnett Parker - Prince de Rohan
- Reginald Gardiner - Comte d'Artois
- Henry Daniell - La Motte
- Leonard Penn - Toulan
- Albert Van Dekker - Contele de Provence
- Alma Kruger - Împărăteasa Maria Terezia
- Joseph Calleia - Drouet
- George Meeker - Robespierre
- Scotty Beckett - The Dauphin
- Marilyn Knowlden - Princesse Thérèse
- Harry Davenport - Monsieur de Cosse (nemenționat)
- Nigel De Brulier - Archbishop (nemenționat)
- Walter Walker - Benjamin Franklin (nemenționat)

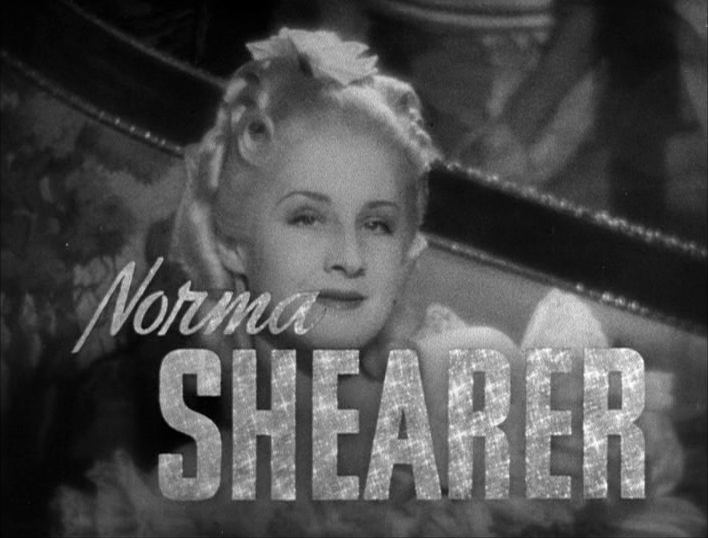
Norma Shearer
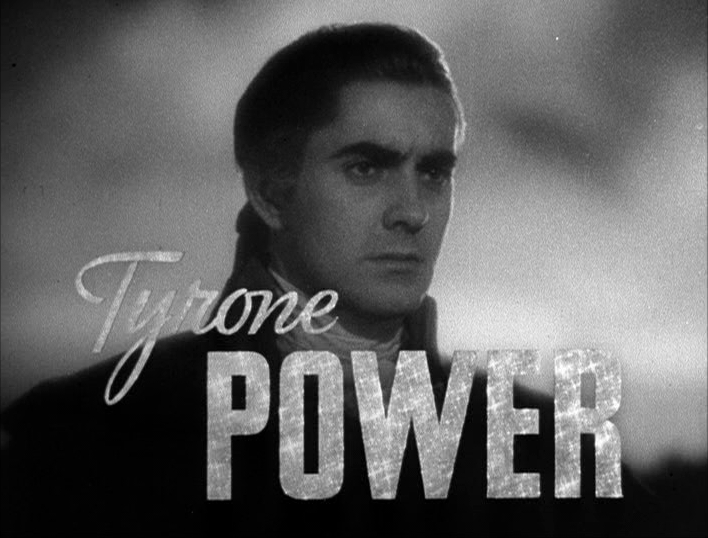
Tyrone Power
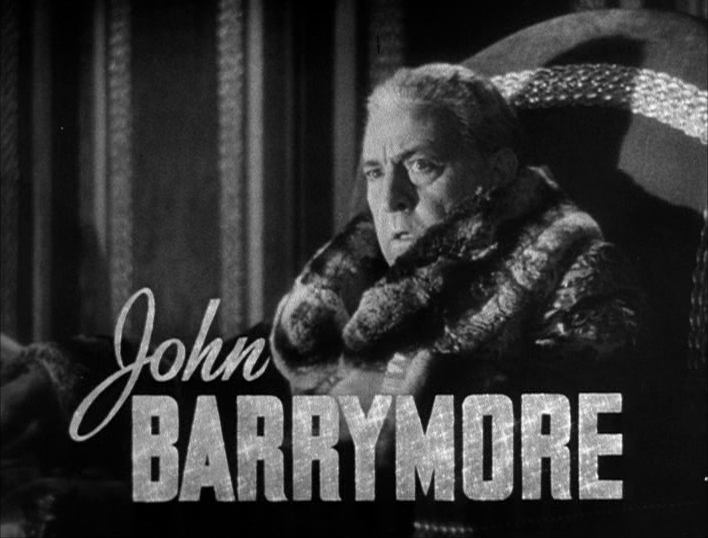
John Barrymore
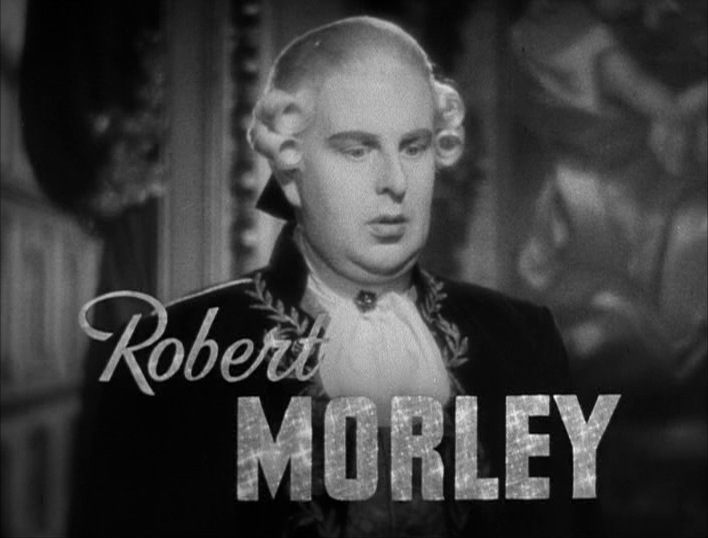
Robert Morley
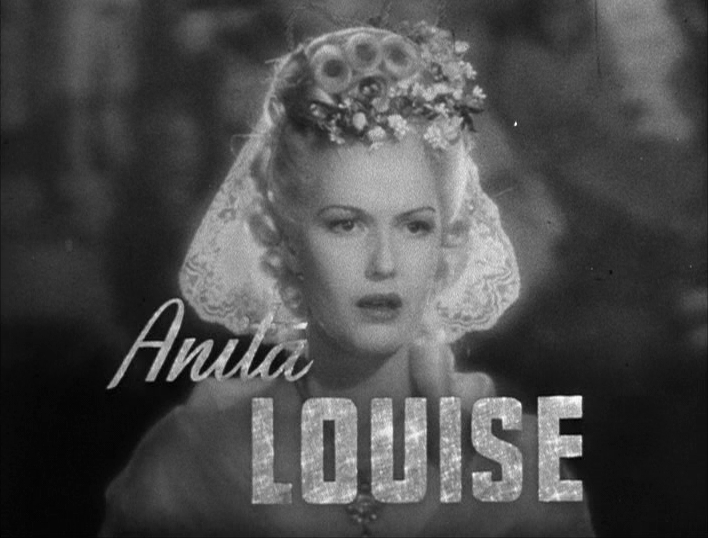
Anita Louise
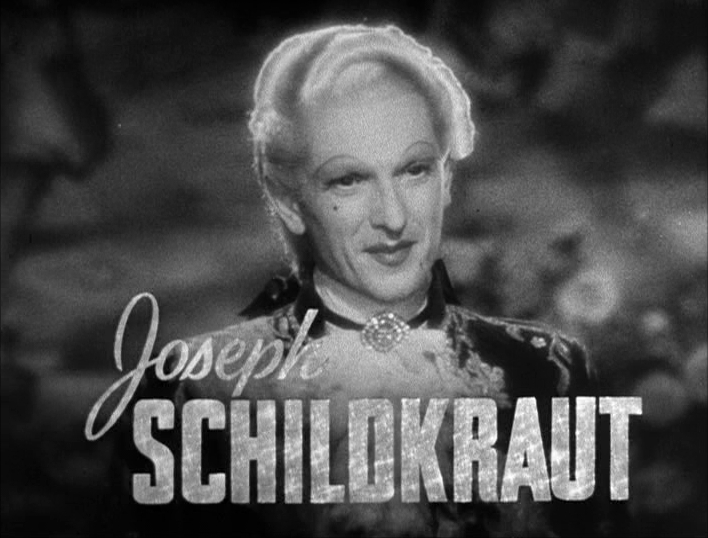
Joseph Schildkraut
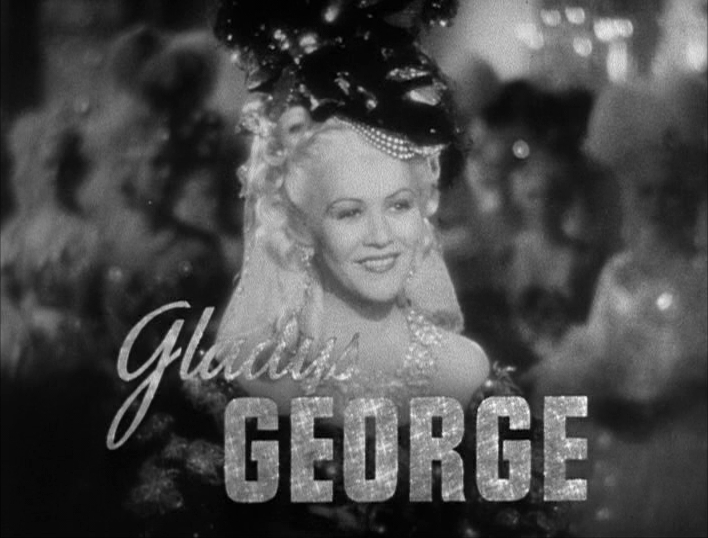
Gladys George
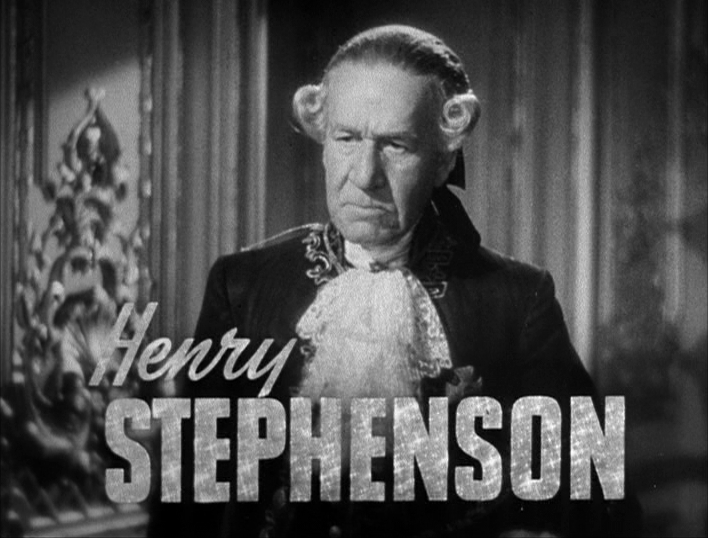
Henry Stephenson